# 埃斯普拉纳迪

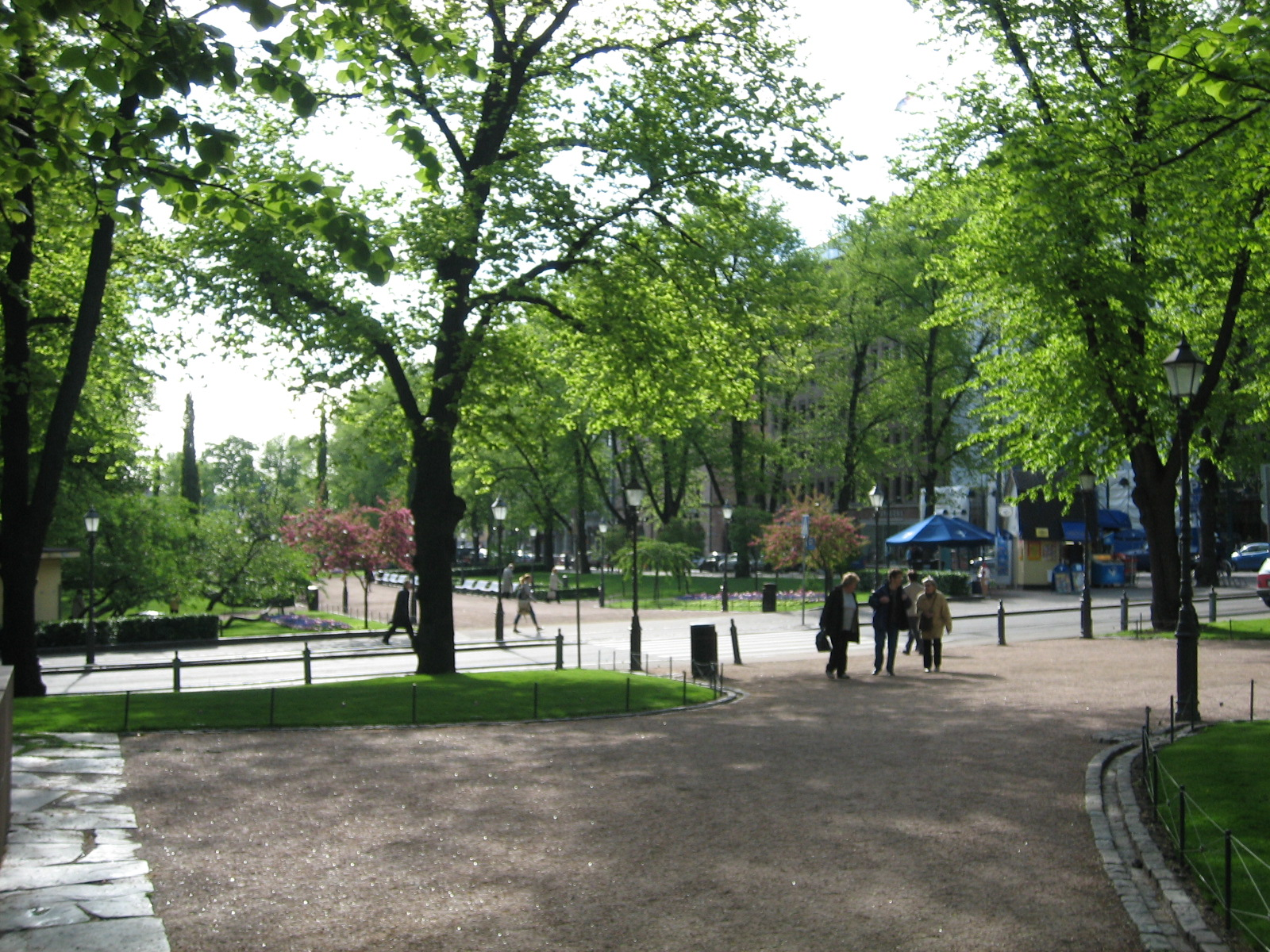
埃斯普拉纳迪公园

埃斯普拉纳迪（芬蘭語：Esplanadi），或称埃斯普拉纳迪公园（芬蘭語：Esplanadin puisto），是芬兰首都赫尔辛基市中心的一条人行大道和绿化地带，西起埃罗塔亚广场，东至集市广场，南北两边分别为南埃斯普拉纳迪街和北埃斯普拉纳迪街，面积为1.75公顷。与北埃斯普拉纳迪街平行再往北隔着一个街区的是亚历山大街。埃斯普拉纳迪是一个深受欢迎的漫步地带，公园里经常有一些街头表演。
公园是由建筑师卡尔·卢德维格·恩格尔设计的，并在1818年开放。1827年，也是由恩格尔设计的恩格尔剧院（现瑞典语剧院的前身）在公园的角落里建成，此剧院为赫尔辛基第一家剧院建筑。
公园的东端有开放于1867年的卡佩利餐馆（Kappeli）。餐馆的前面有一个户外舞台，有许多现场音乐表演。公园的中央矗立着芬兰民族诗人约翰·卢德维格·鲁内贝里的雕像。

## 沿街建筑
- 瑞典语剧院
- 斯托克曼旗舰店
- 坎普酒店
- 赫尔辛基市政厅
- 芬兰最高法院
- 芬兰总统府

## 图集

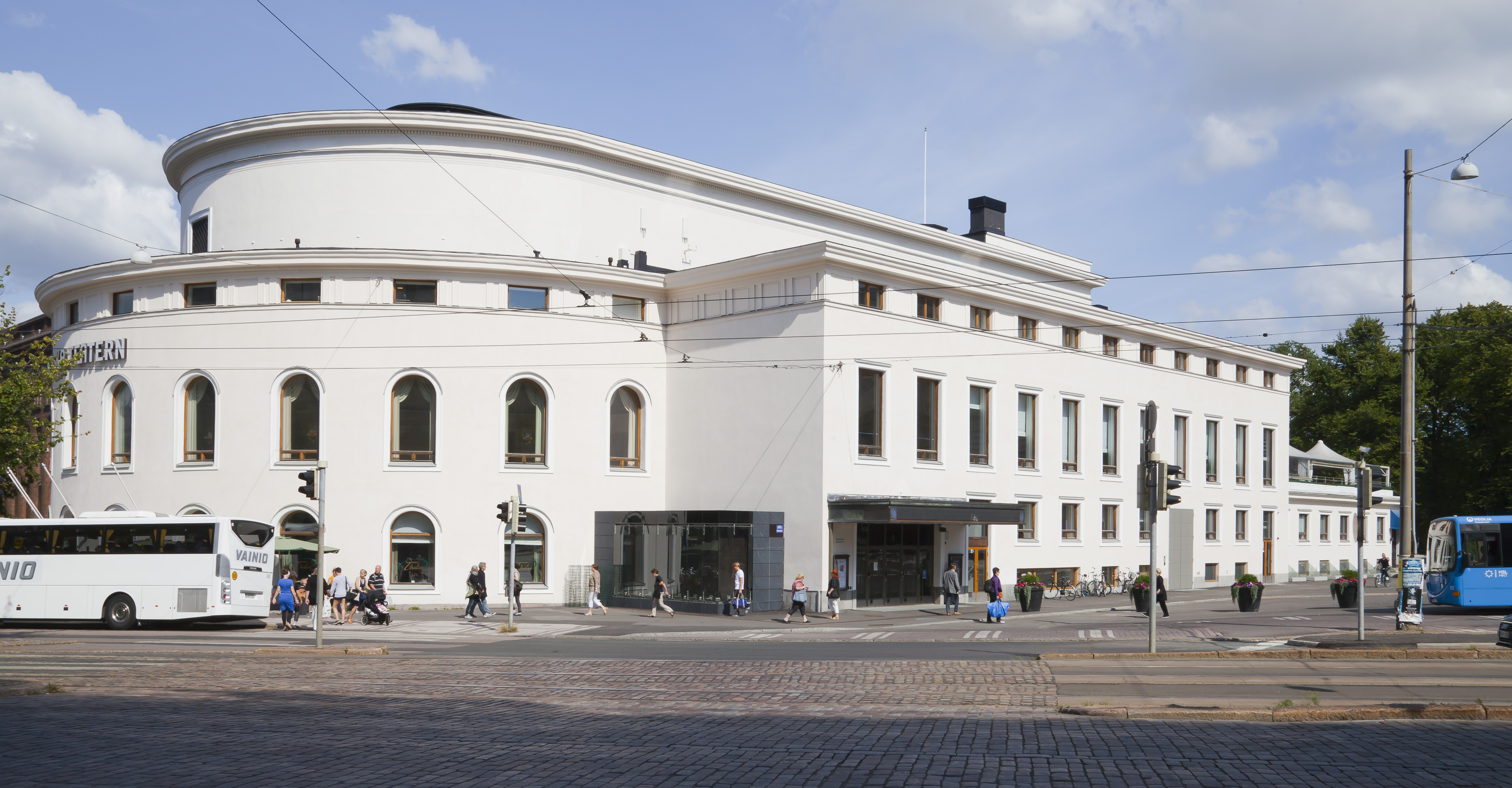
瑞典语剧院
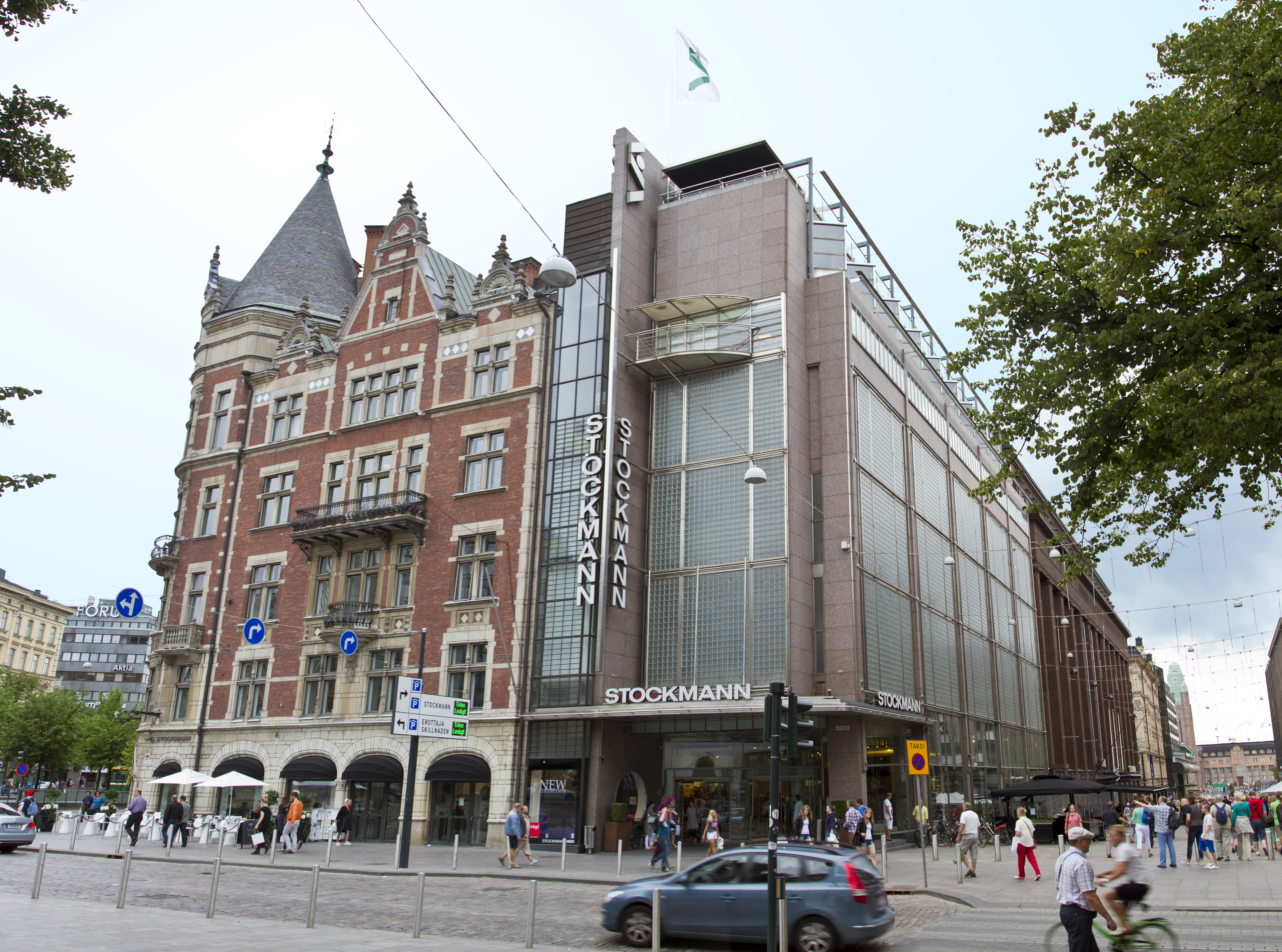
斯托克曼旗舰店
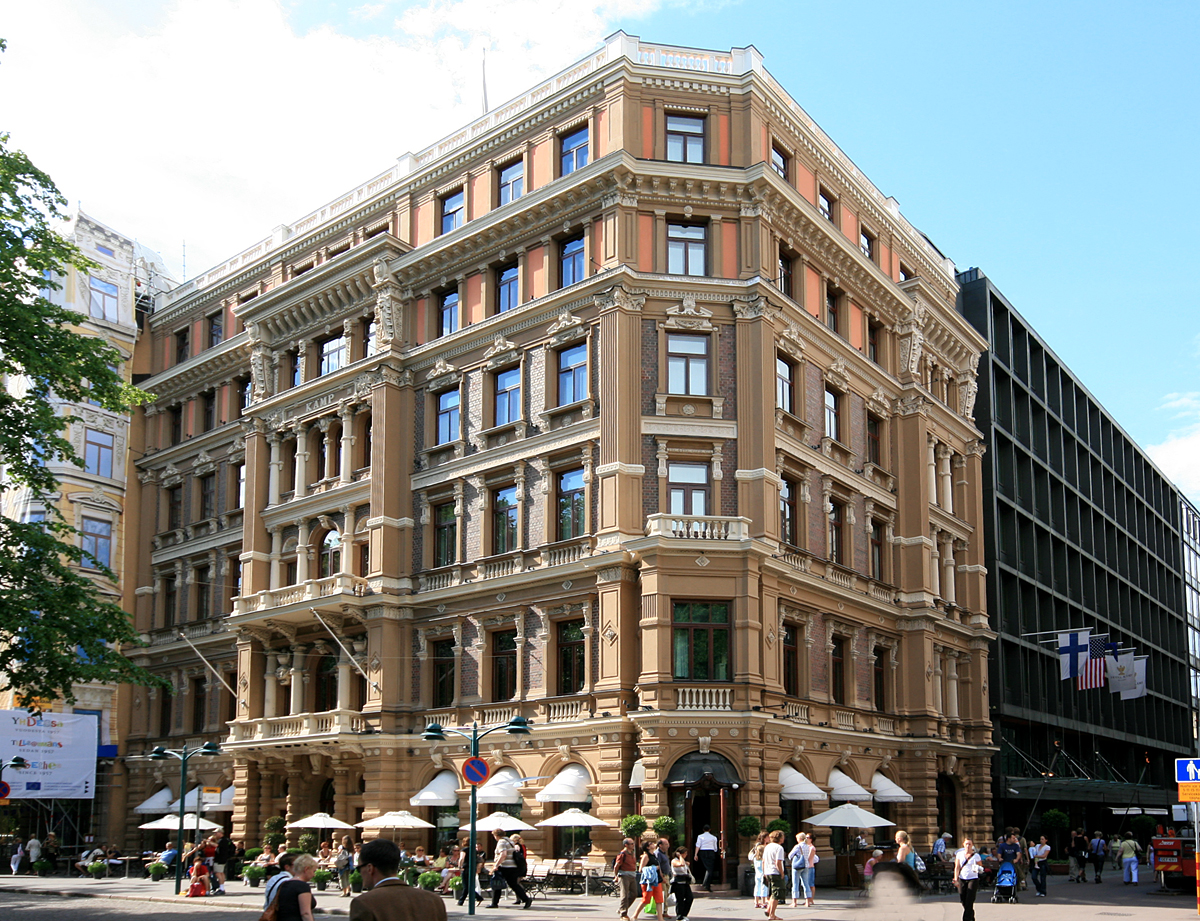
坎普酒店
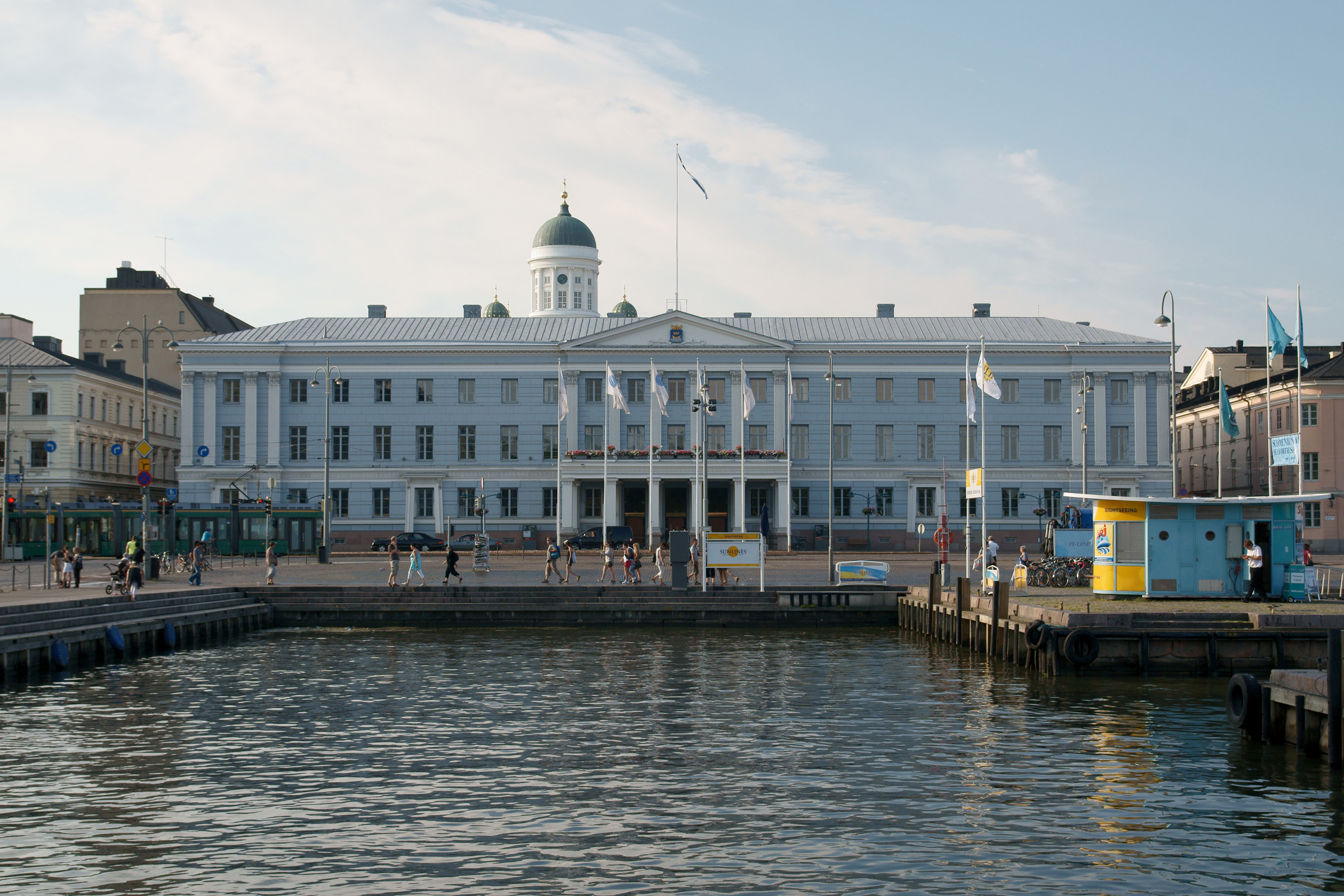
赫尔辛基市政厅
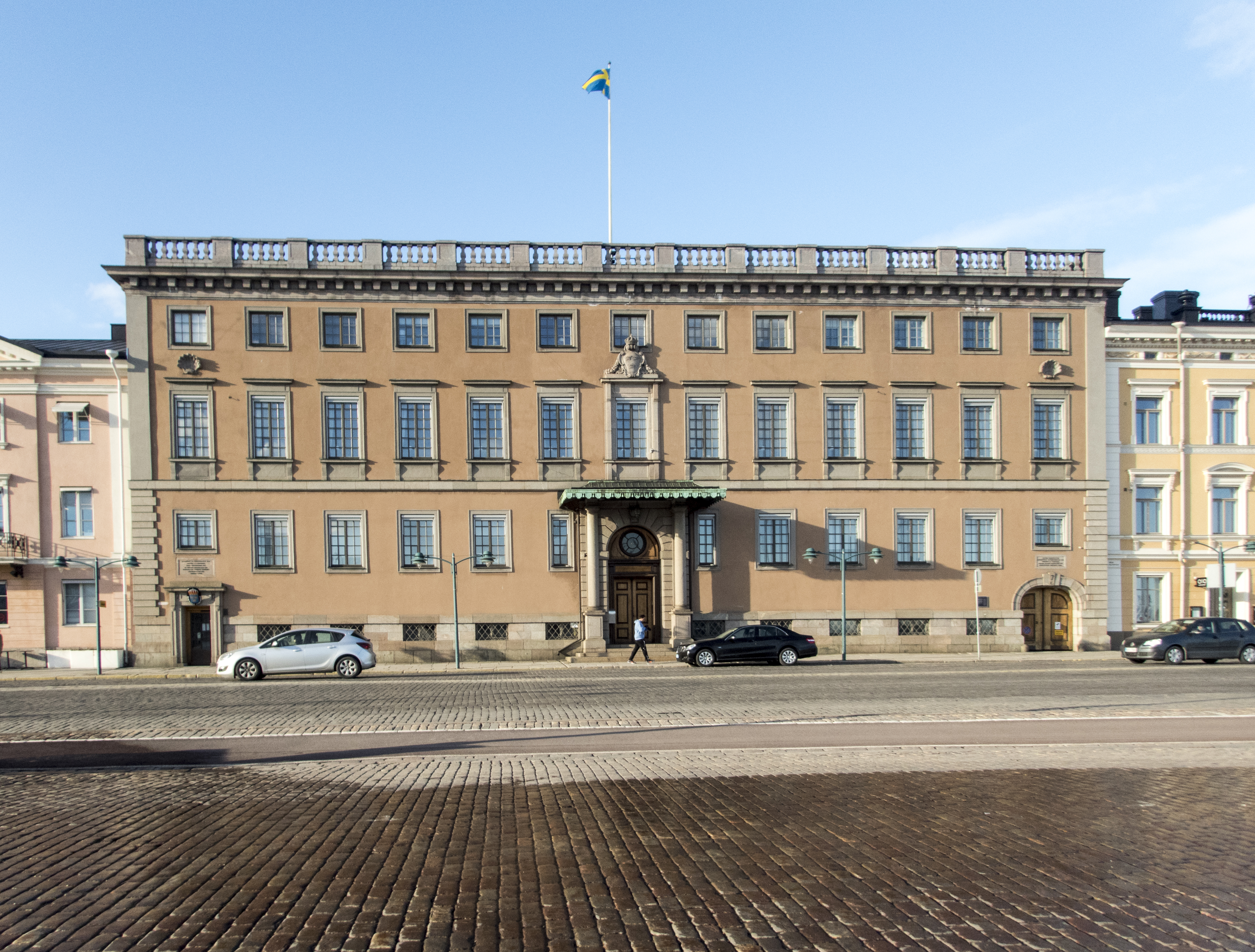
瑞典驻芬兰大使馆
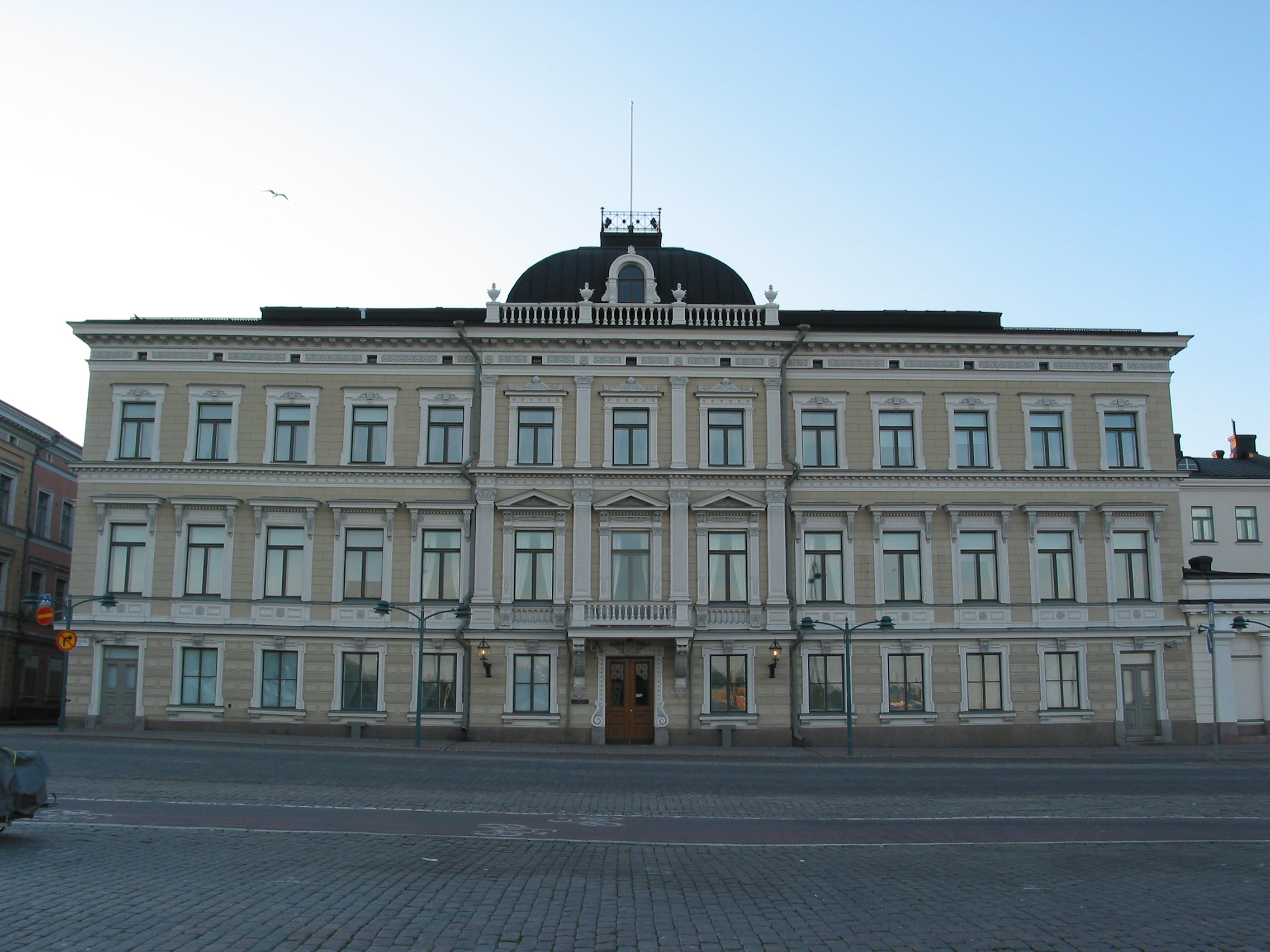
芬兰最高法院
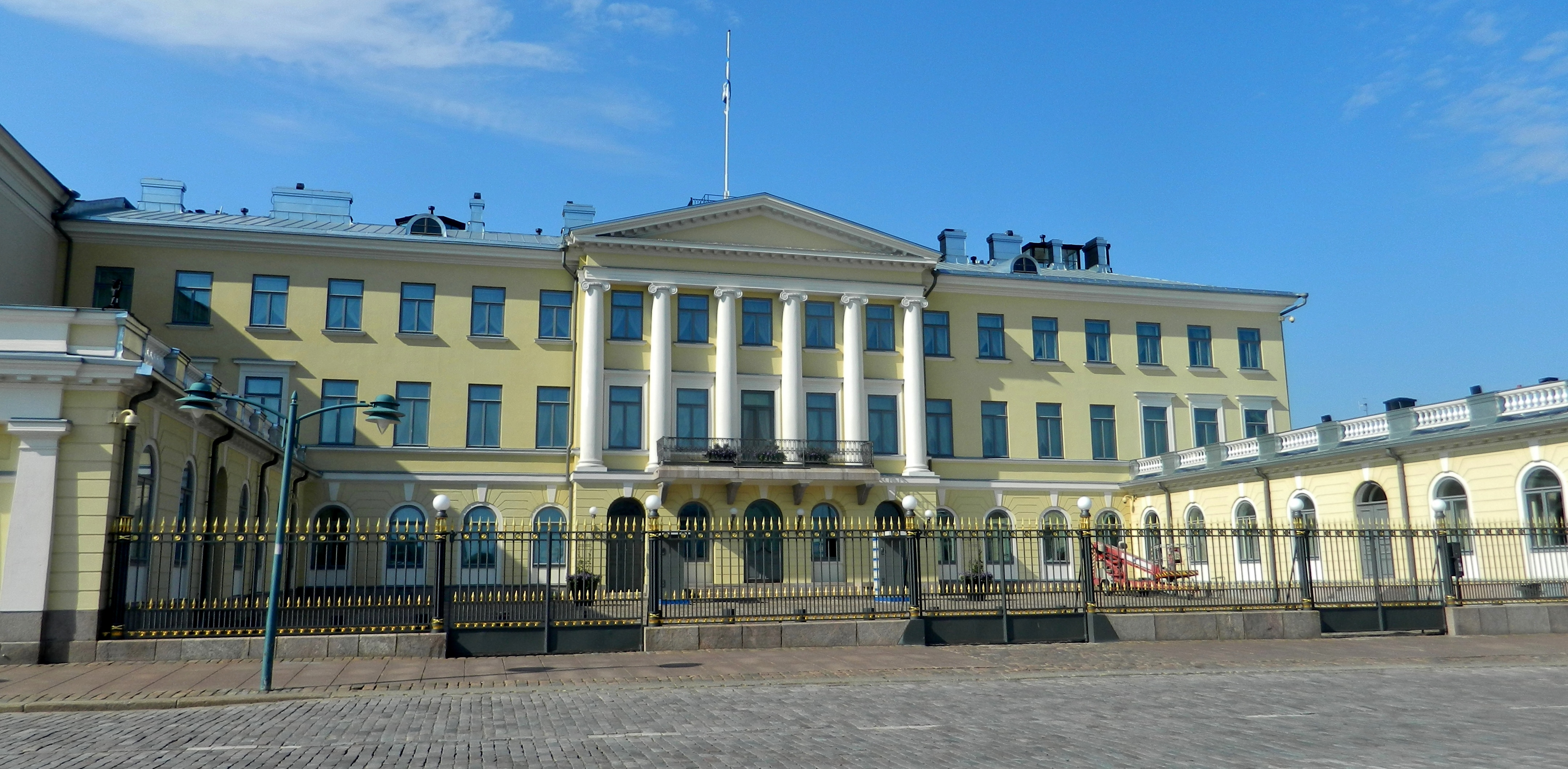
芬兰总统府
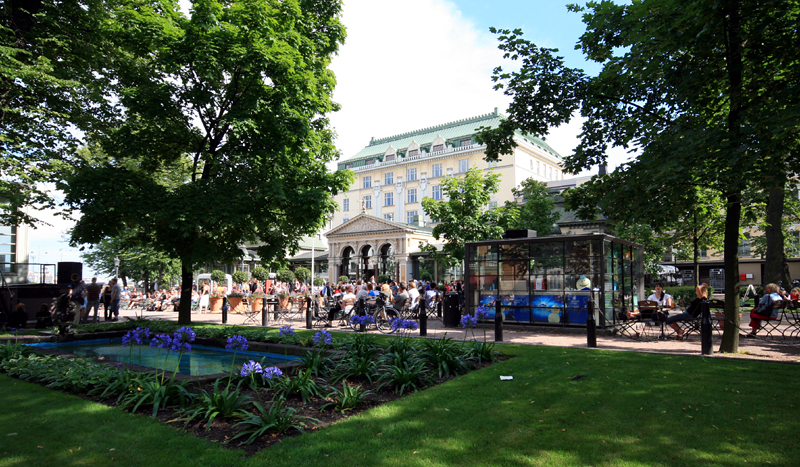
卡佩利餐馆（Kappeli）
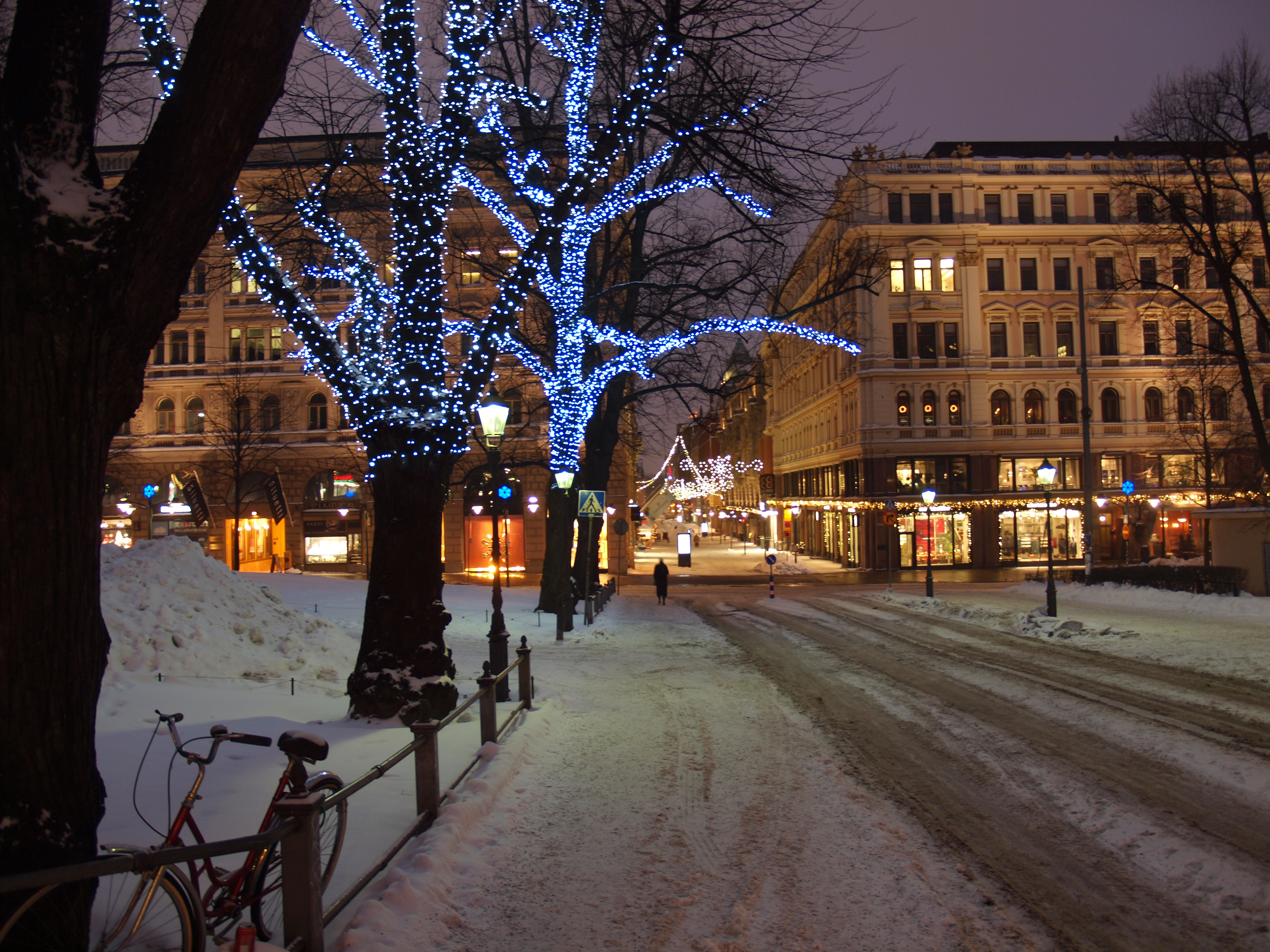
夜景